# Manfred Sommer (Wirtschaftsinformatiker)
Manfred Sommer (* 1948) ist ein deutscher Wirtschaftsinformatiker.

## Leben
Nach dem Studium (1968–1974) des Wirtschaftsingenieurwesens, Fachrichtung Automatisierungs- und Informationstechnik, an der TU Berlin und der Promotion 1978 zum Dr. rer. pol. an der Technischen Universität Berlin war er von 1974 bis 1987 wissenschaftlicher Mitarbeiter und Hochschulassistent an der Universität Bielefeld, Fakultät für Pädagogik bei Armin Hegelheimer. Nach der Habilitation 1987 an der Universität Bielefeld war er von 1987 bis 1989 Professor für Bildungsökonomie und Bildungsplanung an der Universität Bielefeld, Fakultät für Pädagogik. Von 1989 bis 2005 war er Professor für Wirtschaftsinformatik an der Hamburger Universität für Wirtschaft und Politik. Von 2005 bis 2016 war er Professor für Wirtschaftsinformatik an der Universität Hamburg, Fakultät Wirtschafts- und Sozialwissenschaften.

## Schriften (Auswahl)
- System dynamics und Makroökonometrie. Dynamische makroökonomische Modellierung in multimethodologischer Sicht. Bern 1981, ISBN 3-258-03096-0.
- mit Armin Hegelheimer: Bildung und Beschäftigung. Ergebnisse einer Sonderauswertung der Volkszählung 1970. Stuttgart 1983, ISBN 3-17-008013-X.
- Lehramtsabsolventen in außerschulischen Tätigkeitsfeldern. Köln 1986, ISBN 3-89172-119-6.
- Evaluation der Bildungsgesamtplanung. Eine computergestützte bildungsökonomische Simulationsstudie des Bildungsgesamtplans von 1973. Berlin 1991, ISBN 3-428-07256-1.
- Datenbankdesign für Access 7.0/2.0. Bonn 1996, ISBN 3-8266-0268-4.